# Голуб сірошиїй
Го́луб сірошиїй (Patagioenas plumbea) — вид голубоподібних птахів родини голубових (Columbidae). Мешкає в Південній Америці і Панамі.

## Опис
Довжина птаха становить 34 см, вага 172-231 г. У самців голова, шия і нижня частина тіла темно-сірі, іноді з рожевуватим або пурпуровим відтінком. Забарвлення верхньої частини тіла варіюється від темно-сірувато-коричневого до тьмяно-оливкового. Задня частина шиї іноді має бронзовий відблиск. Очі червоні, навколо очей кільця голої пурпурово0червоної шкіри. Дзьоб чорний, лапи червоні. У самиць пурпуровий відтінок в оперенні менш виражений, а блискучі плями на шиї більш помітні, ніж у самців. Молоді птахи мають більш тьмяне забарвлення, деякі пера у них мають іржасті края. Підвиди вирізняються за відтінком верхньої частини тіла.

## Підвиди
Виділяють шість підвидів:
- P. p. bogotensis (Berlepsch & Leverkühn, 1890) — східні схили Анд від західної Венесуели до західної Болівії (Кочабамба);
- P. p. chapmani (Ridgway, 1916) — від крайнього півдня Панами до західної Колумбії і північного заходу Еквадору;
- P. p. pallescens (Snethlage, E, 1908) — схід Еквадору і Перу, захід Бразильської Амазонії (на схід до річки Пурус);
- P. p. wallacei (Chubb, C, 1918) — схід Венесуели, Гвіана, схід Бразильської Амазонії (на захід до Ріу-Негру і Тапажоса);
- P. p. baeri (Hellmayr, 1908) — схід центральної Бразилії (Гояс, північний захід Мінас-Жерайсу);
- P. p. plumbea (Vieillot, 1818) — південно-східна Бразилія і схід Парагваю.

## Поширення і екологія
Сірошиї голуби мешкають в Панамі, Колумбії, Еквадорі, Перу, Болівії, Бразилії, Венесуелі, Гаяні, Французькій Гвіані, Суринамі і Парагваї. Вони живуть у вологих рівнинних і гірських тропічних лісах. Зустрічаються парами або невеликими зграйками, на висоті до 2100 м над рівнем моря. Ведуть прихований, деревний спосіб життя. Живляться плодами, яких шукають в кронах дерев, зокрема омелою. Гніздо являє собою просту платформу з гілочок, розміщується на дереві, серед ліан, на висоті від 5 до 30 м над землею. В кладці одне яйце.